# انعتاق (رواية)
انعتاق هي رواية للكاتب الأمريكي ستيفين كينغ.

## القصة
الأحدث من روايات القصاص الأسطوري ستيفن كينغ، قصة مثيرة وغريبة بشكل غير عادي ، وتتحرك حول رجل يجمع مآسيه الغامضة في بلدة صغيرة، وهي قصة متفائلة في الوقت المناسب حول إيجاد أرضية مشتركة على الرغم من الاختلافات العميقة للجذور.

## نبذة عن الكاتب
ولد 21 سبتمبر 1947 ,كاتب ومؤلف أمريكي ومعيار من معايير أدب الرعب عرف برواياته التي تندرج ضمن آداب الرعب. وهو حائز على ميدالية مؤسسة الكتاب القومية لإسهاماته البارزة في الأدب الأمريكي، تم بيع أكثر من 350 مليون نسخه من كتبه حول العالم.

## وصلات خارجية
- آراء القراء حول رواية انعتاق  على موقع جود ريدز